# Zapasternicze
Zapasternicze – wieś w Polsce położona w województwie małopolskim, w powiecie dąbrowskim, w gminie Gręboszów.
W latach 1975–1998 miejscowość administracyjnie należała do województwa tarnowskiego.
Przez wieś przepływa kanał Zyblikiewicz.

Nad rzeką niedaleko mostu znajduje się figurka Matki Boskiej i Jezusa Ukrzyżowanego.